# جديار ناد سازافو
جديار ناد سازافو (بالتشيكية: Žďár nad Sázavou)‏ هي بلدة في إقليم فيسوتشنا في جمهورية التشيك، وهي مركز مقاطعة جديار ناد سازافو.
يبلغ عدد سكان هذه البلدة 21,467 حسب إحصاء في سنة 2015.

## توأمة
لجديار ناد سازافو اتفاقيات توأمة مع كل من:
- شمولن
- Cairanne [الإنجليزية]‏
- Flobecq [الإنجليزية]‏

## معرض صور

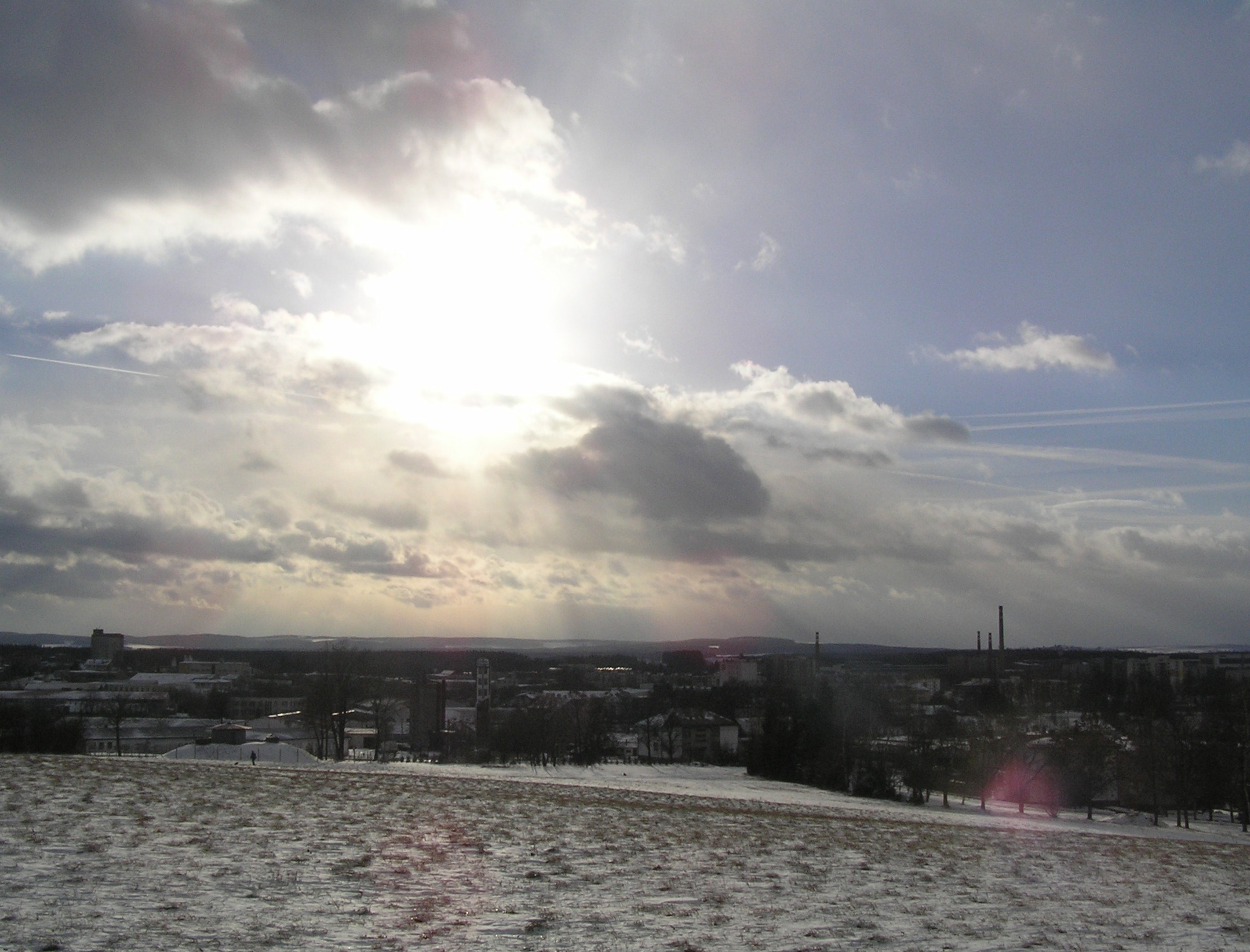
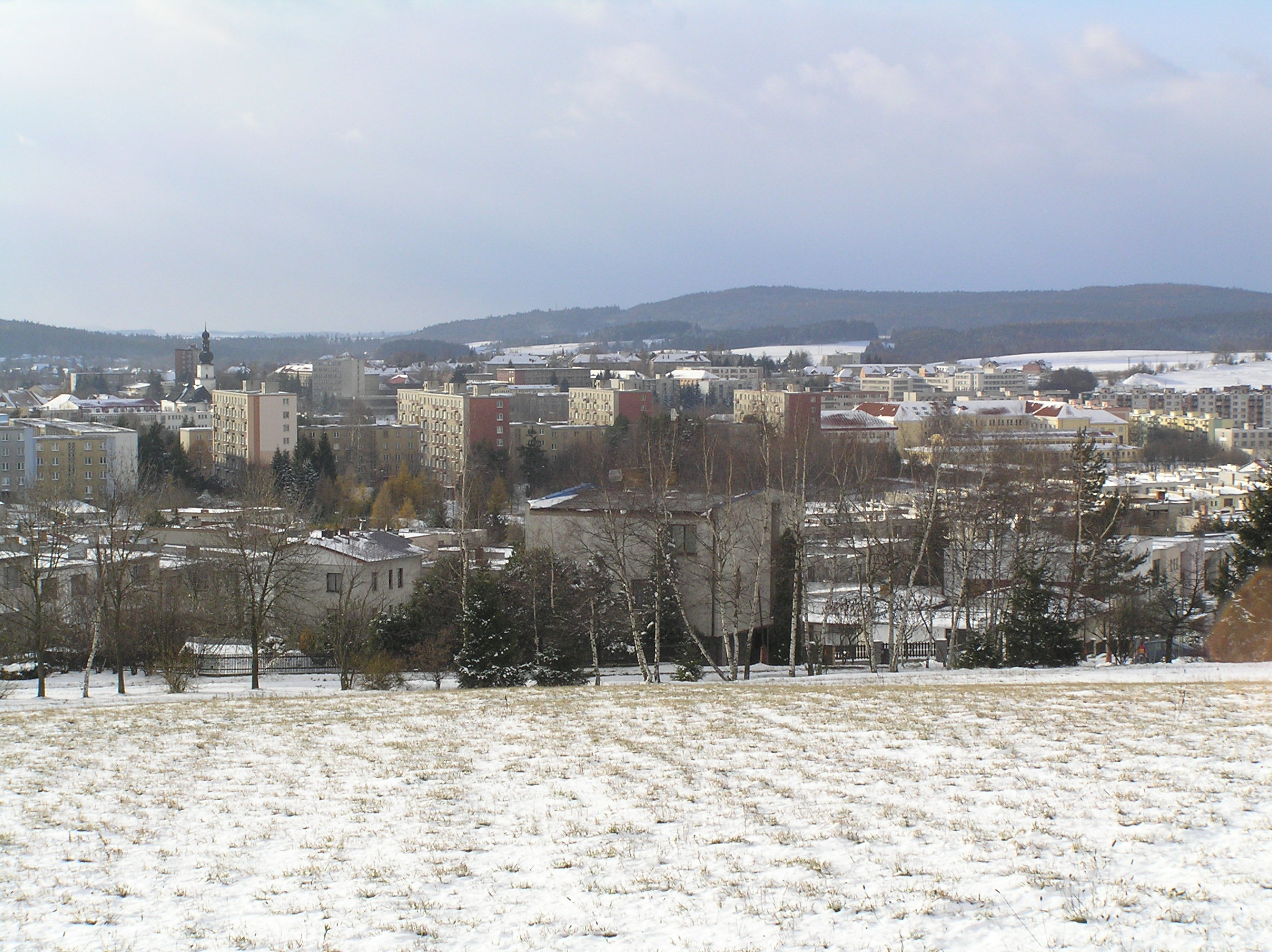
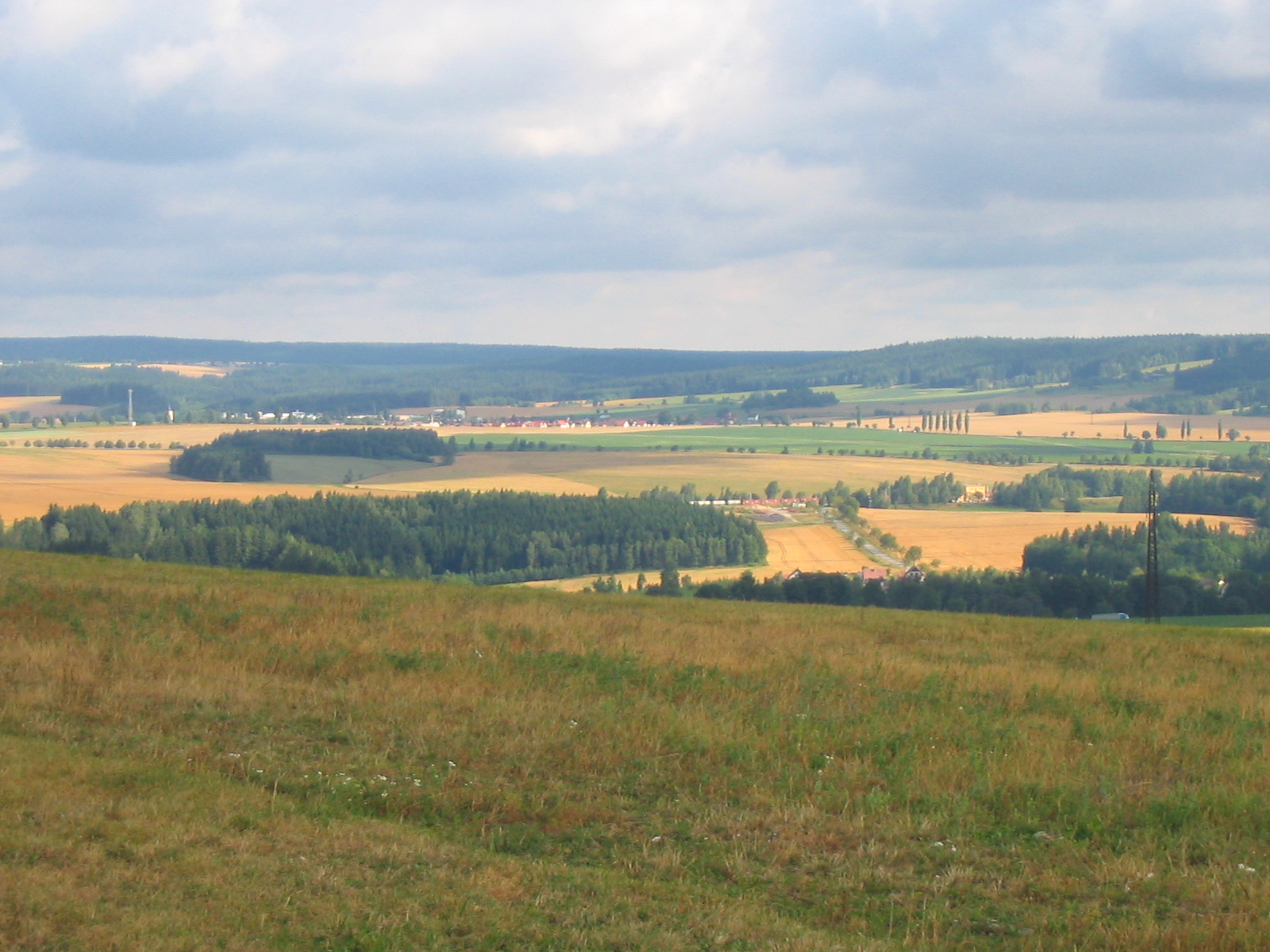

## اقرأ أيضاً
- مقاطعة جديار ناد سازافو